# Fazlı Eryılmaz
Fazlı Eryılmaz (ur. 1 stycznia 1997) – turecki zapaśnik startujący w stylu wolnym. Brązowy medalista mistrzostw świata w 2021. 
Jedenasty na mistrzostwach Europy w 2021. Brązowy medalista igrzysk solidarności islamskiej w 2021, a także wojskowych MŚ w 2024. Trzeci w indywidualnym Pucharze Świata w 2020 roku.